# 植物种志
《植物种志》 为卡尔·林奈发表于1753年的两卷本植物学著作。其重要意义在于它是现存的最早为植物进行系统命名分类的著作。一些最早被普遍公认的植物科学命名出现在这部书和卡尔·林奈的另一部著作《植物属志》（Genera Plantarum）第五版（1753年出版）中。 在 《植物种志》 中林奈罗列了他知道的所有植物，包括他直接观察到的植物和通过阅读了解的。